# Hynobius nigrescens
Hynobius nigrescens är en groddjursart som beskrevs av Leonhard Hess Stejneger 1907. Hynobius nigrescens ingår i släktet Hynobius och familjen Hynobiidae. IUCN kategoriserar arten globalt som livskraftig. Inga underarter finns listade i Catalogue of Life.